# Kho Sin-Khie
Dans ce nom chinois, le nom de famille, Kho, précède le nom personnel.
Kho Sin-Khie est un joueur chinois de tennis né le 2 septembre 1912 à Batavia dans les Indes orientales néerlandaises (aujourd'hui Jakarta en Indonésie) et décédé le 31 janvier 1947 à Londres.

## Carrière
Victoires sur Giorgio De Stefani, Frank Wilde, Jacques Brugnon, Christian Boussus, Gottfried von Cramm, Henry Austin, Yvon Petra.

### Grand Chelem
Il joue à Roland-Garros en 1936 (1/8 perd contre Boris Maneff 7-5, 6-3, 5-7, 2-6, 6-4) et 1937 (1/16).
Il joue à Wimbledon en 1936 (1/64) et 1937 (1/16), 1938 (1/8 perd contre Frantisek Cejnar 7-5, 3-6, 3-6, 6-1, 6-3), 1939 (1/64) et 1946 (1/16).

### Coupe Davis
Il joue 6 rencontres en 1935, 1936, 1937, 1939, 1946. 7 victoires pour 5 défaites en simple et 1 victoire pour 5 défaites en double.

### Titres en simple (partiel)
- 1937 Cannes (Beau Site, tournoi du nouvel an), bat Vladimir Landau (4-6, 6-4, 7-5, 5-7, 6-0 )
- 1937 Athènes (Championnat méditerranéen), bat Giorgio De Stefani (9-7, 3-6, 10-8, 7-5)
- 1937 Monte-Carlo (Championnat monégasque), bat Gaston Medecin (6-3, 6-2, 6-3)
- 1937 Cannes (Gallia), bat Jacques Brugnon (6-4, 6-3, 6-4)
- 1937 Nice (Championnat du Sud de la France), bat Jean Le Sueur (13-11, 6-3, 4-6, 6-3)
- 1937 Athènes, bat Lázaros Stálios (6-4, 2-2 abandon)
- 1937 Nice, bat Adam Baworowski (6-4, 6-0, 6-4)
- 1938 Nice (Championnat du Sud de la France), bat Max Ellmer (6-1, 2-6, 6-0, 8-6)
- 1938 Cannes (Carlton), bat Bill Robertson (6-3, 6-1, 6-3)
- 1938 Alexandrie (Championnat international d'Égypte), bat Dragutin Mitić (6-2, 6-4, 10-8)
- 1938 Bournemouth (Championnat britannique sur terre battue), bat Henry Austin (6-4, 6-4, 3-6, 6-3)
- 1938 Lucerne (Championnats de Suisse), bat Roland Journu (6-1, 6-4)
- 1939 Cannes (Gallia), bat Murray Deloford (?)
- 1939 Sutton (Championnat du Surrey), bat Murray Deloford (6-2, 6-4)
- 1939 Cannes (Carlton), bat George Lyttleton-Rogers (?)
- 1939 Bournemouth (Championnat britannique sur terre battue), bat Choy Wai-Chuen (7-5, 6-1, 6-4)

### Finales en simple
- 1936 Noordwijk (Championnat des Pays-Bas), battu par Giorgio De Stefani (6-1, 6-3, 6-4)
- 1936 Lucerne (Championnat international de Suisse), battu par Giorgio De Stefani (6-1, 2-6, 2-6, 6-4, 6-4)
- 1936 Lugano, battu par Giovanni Palmieri (6-2 6-0 6-2)
- 1937 Paris (Championnat international de Paris), battu par Franjo Punčec (6-2, 6-2, 2-6, 6-4)
- 1938 Birmingham (Championnat des Midlands), battu par Franjo Punčec
- 1938 Londres (Tournoi du Queen's), battu par Henry Austin (6-0, 6-2)
- 1939 Nice (Championnat du sud de la France), battu par Constantin Tanacescu (2-6, 6-2, 6-3, 6-1)
- 1946 Sutton (Championnat du Surrey sur terre battue), battu par Jack Harper (4-6, 6-2, 6-2)

## Liens Externes
- (en) Kho Sin-Khie sur le site officiel de la Fédération internationale de tennis
- (en) Kho Sin-Khie sur le site officiel de la Coupe Davis